# Ciarán Hinds

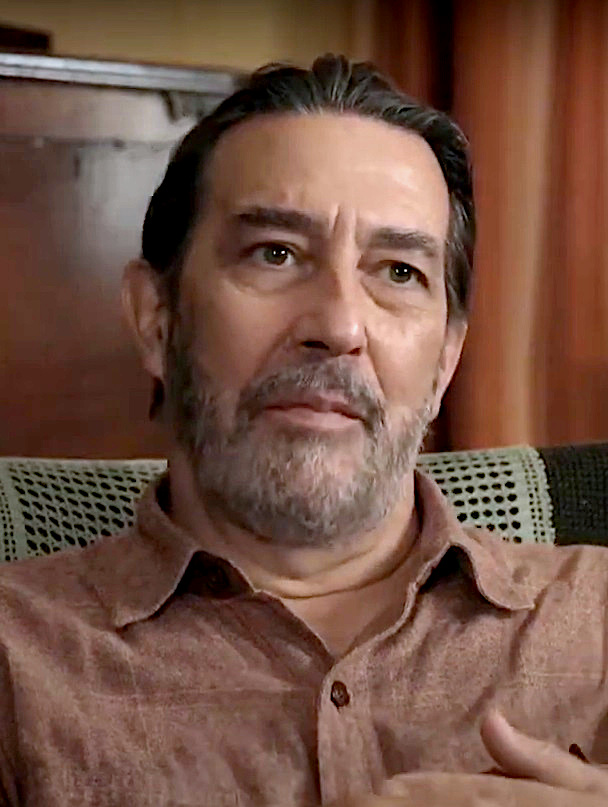
Ciarán Hinds im Jahr 2022

Ciarán Hinds [ˈkɪərɔːn ˈhaɪndz] (* 9. Februar 1953 in Belfast, Nordirland, Vereinigtes Königreich) ist ein aus Nordirland stammender irischer Schauspieler.

## Leben
Ciarán Hinds fasste durch den Einfluss seiner Mutter, einer Amateurschauspielerin, früh den Entschluss, Schauspieler zu werden. Zunächst studierte er ein Jahr an der juristischen Fakultät der Queen’s University Belfast, anschließend studierte er Schauspiel an der Royal Academy of Dramatic Art in London. Danach trat er mit der Glasgow Citizens Company auf. Dabei spielte er die Hauptrollen unter anderem in Goethes Faust und Arsenic and Old Lace (Arsen und Spitzenhäubchen). Ein Engagement an der Field Day Company brachte ihm mehrere Welttourneen ein, ehe er mit der Titelrolle in Richard III. (einer der Hauptrollen an der Royal Shakespeare Company) auftrat.
1981 begann mit Excalibur seine Karriere beim Film, worauf einige Film- und Fernsehrollen folgten. So spielte er einen Mossad-Agenten in Steven Spielbergs Film München, Aberforth Dumbledore im letzten Teil der Harry-Potter-Filme, einen irischen Gangster in Road to Perdition, den russischen Präsidenten in Der Anschlag sowie Julius Caesar in der HBO-Fernsehserie Rome. Ab 2013 war Hinds bis 2015 wiederkehrend in der mehrfach ausgezeichneten HBO-Fernsehserie Game of Thrones als King Beyond the Wall, Mance Rayder, zu sehen.
2017 wurde er in die Academy of Motion Picture Arts and Sciences (AMPAS) aufgenommen, die jährlich die Oscars vergibt.
In den vergangenen Jahrzehnten wechselten Hinds’ Synchronstimmen häufig. Unter anderem wurde er von Erich Räuker, Helmut Gauß, Klaus Sonnenschein, Manfred Lehmann, Roland Hemmo und Udo Schenk gesprochen. Mit zehn Filmen synchronisierte Bernd Rumpf ihn jedoch am häufigsten.

## Filmografie (Auswahl)
- 1981: Excalibur
- 1989: Der Koch, der Dieb, seine Frau und ihr Liebhaber (The Cook the Thief His Wife & Her Lover)
- 1989: The Mahabharata
- 1990: Attentat in Birmingham (The Investigation: Inside a Terrorist Bombing, Fernsehfilm)
- 1990: Dezemberbraut (December Bride)
- 1990: Yellowbacks
- 1993: Ein Mann kehrt heim (The Man Who Cried, Fernsehminiserie)
- 1993: Heißer Verdacht (Prime Suspect, Fernsehserie, 2 Folgen)
- 1993: Verlorene Jahre (Hostages, Fernsehfilm)
- 1994: A Dark Adapted Eye
- 1994: Seaforth (Fernsehserie)
- 1994: Sherlock Holmes (The Memoirs of Sherlock Holmes, Fernsehserie, Folge 6x06)
- 1995: Circle of Friends – Im Kreis der Freunde (Circle of Friends)
- 1995: Rules of Engagement
- 1995: The Affair
- 1995: Jane Austens Verführung (Persuasion)
- 1996: Cold Lazarus (Fernsehserie)
- 1996: Mary Reilly (Mary Reilly)
- 1996: Mütter & Söhne (Some Mother’s Son)
- 1996: Testament: The Bible in Animation (Fernsehserie, Folge 5, Stimme)
- 1997: Ivanhoe (Fernsehminiserie)
- 1997: Jane Eyre
- 1997: Oscar und Lucinda (Oscar and Lucinda)
- 1997: Rules of Engagement
- 1997: The Life of Stuff
- 1998: Frontline – Zwischen den Fronten (Titanic Town)
- 1998: Getting Hurt
- 1999: The Lost Son (The Lost Son)
- 1999: L’Amante perduto
- 1999: Tempo dell’amore Il
- 2000: Das Gewicht des Wassers (The Weight of Water)
- 2000: Jason und der Kampf um das Goldene Vlies (Jason and the Argonauts)
- 2000: The Sleeper
- 2000: Thursday the 12th (Fernsehminiserie)
- 2002: Der Anschlag (The Sum of All Fears)
- 2002: Road to Perdition
- 2003: Kalender Girls (Calendar Girls)
- 2003: Die Journalistin (Veronica Guerin)
- 2003: Lara Croft: Tomb Raider – Die Wiege des Lebens (Lara Croft Tomb Raider: The Cradle of Life)
- 2003: The Mayor of Casterbridge
- 2003: The Statement
- 2004: Das Phantom der Oper (The Phantom of the Opera)
- 2004: Mickybo And Me
- 2005: München (Munich)
- 2005–2007: Rom (Rome, Fernsehserie, 13 Folgen)
- 2006: Miami Vice
- 2006: Es begab sich aber zu der Zeit … (The Nativity Story)
- 2006: The Tiger’s Tail
- 2006: Amazing Grace
- 2007: Hallam Foe – This Is My Story (Hallam Foe)
- 2007: Margot und die Hochzeit (Margot at the Wedding)
- 2007: There Will Be Blood
- 2009: Miss Pettigrews großer Tag (Miss Pettigrew Lives for a Day)
- 2008: Stop-Loss
- 2008: Above Suspicion (Fernsehfilm)
- 2008: Brügge sehen … und sterben? (In Bruges)
- 2008: Die Jagd zum magischen Berg (Race to Witch Mountain)
- 2008: Ca$h
- 2009: The Eclipse
- 2010: The Red Dahlia (Fernsehfilm)
- 2010: Eine offene Rechnung (The Debt)
- 2011: Dame, König, As, Spion (Tinker, Tailor, Soldier, Spy)
- 2011: The Rite – Das Ritual (The Rite)
- 2011: Harry Potter und die Heiligtümer des Todes – Teil 2 (Harry Potter and the Deathly Hallows: Part 2)
- 2011: Ghost Rider: Spirit of Vengeance
- 2011: Die Küste (The Shore) (Kurzfilm)
- 2011: Wer’s glaubt, wird selig – Salvation Boulevard (Salvation Boulevard)
- 2012: John Carter – Zwischen zwei Welten (John Carter)
- 2012: Die Frau in Schwarz (The Woman in Black)
- 2012: Political Animals (Fernsehminiserie)
- 2013: Unter Beobachtung (Closed Circuit)
- 2013–2015: Game of Thrones (Fernsehserie, 5 Folgen)
- 2014: Das Verschwinden der Eleanor Rigby (The Disappearance of Eleanor Rigby: Them)
- 2015: Hitman: Agent 47
- 2015: 40 Tage in der Wüste (Last Days in the Desert)
- 2015: The Driftless Area – Nichts ist wie es scheint (The Driftless Area)
- 2016: Bleed for This
- 2016: Silence
- 2016: Mord auf Shetland (Shetland, Fernsehserie, 3 Folgen)
- 2017: The Terror (Fernsehserie, 4 Folgen)
- 2017: Justice League (Stimme im Original)
- 2017: Die Frau, die vorausgeht  (Woman Walks Ahead)
- 2018: Red Sparrow
- 2018: The Terror (Fernsehserie, 3 Folgen)
- 2018: Aufbruch zum Mond (First Man)
- 2018: Elizabeth Harvest
- 2021: Zack Snyder’s Justice League (Stimme im Original)
- 2021: Belfast
- 2022: Das Wunder (The Wonder)
- 2022: The English (Miniserie, Folge 1x01)
- 2022: Treason (Miniserie, 4 Folgen)
- 2023: In the Land of Saints and Sinners
- 2023: The Family Plan
- 2024: Der Herr der Ringe: Die Ringe der Macht (The Lord of the Rings: The Rings of Power, Fernsehserie)
- 2024: Small Things Like These
- 2025: The Narrow Road to the Deep North (Fernsehserie)

## Theaterrollen (Auswahl)
- 1976: Cindarella: Glasgow Citizens Theatre, Glasgow[3]
- 2011: Richard III (William Shakespeare): Richard, Donmar Warehouse, London[4]
- 2015: Hamlet (William Shakespeare): Claudius, Barbican Theatre, London[5]
- 2020: Uncle Vanya (Anton Tschechow): Professor, Harold Pinter Theatre, London[6]

## Auszeichnungen
National Board of Review Award
- 2021: Auszeichnung als Bester Nebendarsteller (Belfast)[7]

Oscar
- 2022: Nominierung als Bester Nebendarsteller (Belfast)